# Coves de Maijishan
Les coves de Maijishan (en xinès simplificat: 麦积山石窟; en xinès tradicional: 麥積山石窟; en pinyin: Màijīshān Shíkū) són un conjunt de temples budistes excavats al mont Maijishan, a 35km al sud-est de la ciutat de Tianshui, a la província de Gansu, a la Xina. Juntament amb les Coves de Yungang, les Coves de Longmen i les Coves de Mogao, les Coves de Maijishan es consideren un dels quatre grans conjunts de coves budistes de la Xina.
Les coves es van començar a construir al voltant de 1057, en època de la Dinastia Qin, és a dir, en el període dels Setze Regnes. Quan un centenar de persones, inclonet-hi monjos reconeguts, es van establir a la zona de cultiu espiritual i l'estudi del budisme zen.
Les obres van continuar al llarg de les successives dinasties, creant-se noves coves i realitzant-se treballs de renovació. Actualment, el conjunt compta amb 194 coves i nínxols que alberguen més de 7.000 estàtues budismes, a més de 1.000m² de pintures murals.

## Història
El concepte de cova budista va ser inventat a l'Índia, encara que aquest tipus de santuari ja estava present a la Xina abans de l'arribada del budisme. Tot i així, sabem que van ser adaptades per la nova religió i l'influència india gràcies a la ruta de la seda, procedent de l'arquitectura excavada d'espais com el conjunt de Bhaja o el conjunt rupestre de les coves d'Ajanta. Van tenir un paper molt important a la ruta de la seda com a espais de visita per als viatgers de les rutes entre la Xina i l'occident d'Àsia. El seu paper va anar més enllà atès que el pelegrinatge era una pràctica molt important al món budista i aquests temples excavats a les muntanyes van ser molt eficaços a la pràctica i difusió del budisme, ja que eren visitats per artistes, artesans i monjos.
Les coves de Maijishan van ser gairebé desconegudes fins al seu descobriment arqueològic el 1952. Segons una inscripció tallada en roca datada el 1057, la construcció va començar al període Qin occidental (385–400; 409–431). Encara que no es tenen prou evidències per datar cap cova en aquest període, però sí sabem d'un gran nombre de coves conservades que daten del començament del període Wei del Nord (386-534).
Les vies de penya-segats que antigament donaven accés a aquestes coves es van esfondrar ben aviat de manera que, disperses a mesura que es troben sobre la pronunciada roca, les coves van romandre aïllades durant segles. Gran part de la decoració i les estàtues originals, la majoria patrocinades pels governants, encara es conserven avui dia.
Es considera que la dinastia Qin va assentar les bases de l'imperialisme xinès que perduraria 2.000 anys. Les coves de Maijishan van ser construïdes, segons els registres històrics, al final de la dinastia Qin (384-417 aC). Les biografies dels monjos de la dinastia Liang ens expliquen que dos monjos anomenats Thanhong i Xuangao utilitzaven aquest espai per a meditar amb més de 300 deixebles.

## Llegenda[2]
Segons la tradició oral, fa molt de temps hi vivia una família d’experts en obres de maçoneria al massís muntanyós del sud de Tianshui. El pare, la mare i el fill formaven part d’una línia de constructors que transmetia d’ofici de generació en generació. Un dia, el pare va proposar que aprofitessin la bellesa natural de les serralades per excavar coves i esculpir estàtues de Buda, amb la finalitat d’adquirir mèrits espirituals.
Els tres es van dividir les tasques: el pare es centraria en els Penya-segats dels Immortals, la mare en el Turó de la Porta de Roca, i el fill en el Mont Maiji. Després de fer un jurament al cel, es van posar a treballar amb un termini d'un any.
Quan es va acostar la data límit, el pare i la mare havien completat la seva feina, però no hi havia rastres del fill. Preocupats, van concloure que havia incomplert el seu compromís. El pare, enfurismat, va anar a buscar-lo, però en trobar-lo va llançar-li un cop d'aixada i el va matar. La mare, destrossada, va implorar el perdó del marit, sense èxit. Finalment, van enterrar el cos del fill i, en dirigir-se al Mont Maiji, van quedar meravellats en veure que la imponent serralada s'havia transformat en un conjunt de coves. El pare, ple de penediment, comprengué llavors l'error fatal que havia comès.

## Patrimoni natural
La muntanya Maijishan es troba a la primera llista de llocs escènics clau per l'estat per les seves peculiars grutes, exquisides escultures de fang, vegetació exuberant, tot tipus de geologies i formes de relleu i cims de muntanya. La seva àrea principal és de 142 km², incloent les grutes Maijishan, el penya-segat immortal, la porta de pedra, el rierol Quxi i la font termal de Jieting. Les cadenes de Qinling són el límit principal entre la geografia de la natura nord i sud. Hi ha dues zones amb vegetació, les de la Xina-Japó i la Xina-Himàlaia. Inclouen molts tipus de plantes del nord de la Xina, la Xina central i l'Himàlaia. Els punts escènics es troben a la unió de les cadenes Qilian i Nord Qinlin. Aquí trobem formes geològiques i de relleu molt complicades a causa del moviment a Yinzi, Yanshan i l'Himàlaia.

## Arquitectura
Les coves van ser tallades sobre un penya-segat gairebé en vertical, en un angle de 85º. L'accés a les coves és possible gràcies a pasarel·les de fusta fixades a la paret del penya-segat. Es projecten i retrocedeixen a l'atzar amb una alçada màxima de 60 m del terra i un voladís màxim de 6-8 m més enllà del peu del penya-segat. Molts dels penya-segats estan units per un seguit de planxes construïdes al llarg de la superfície de la roca, procés constructiu extremadament perillós. Les 195 coves es concentren als costats est i oest de la cara sud del penya-segat.

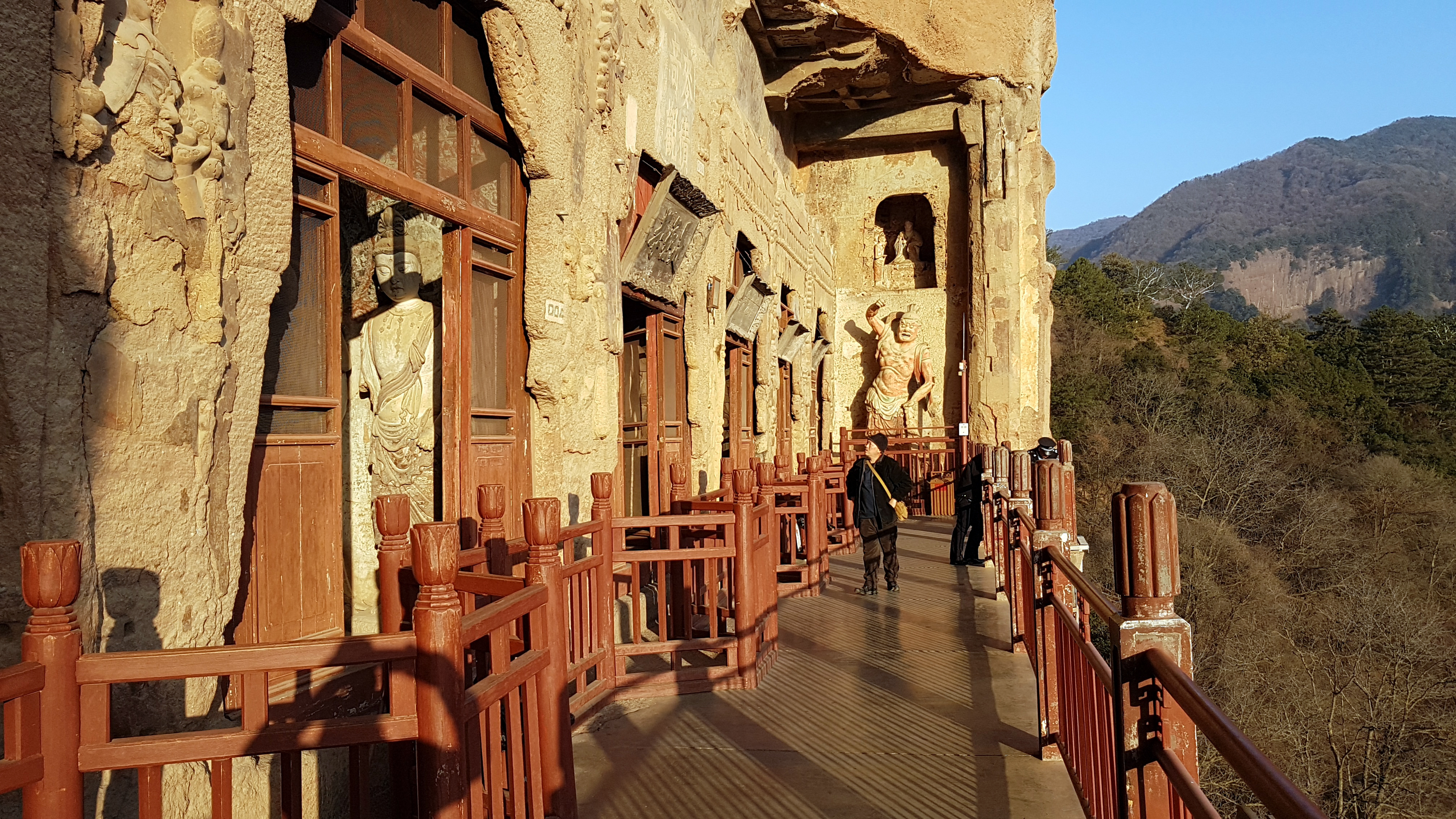
Pasarel·les d'accés a les coves

Nou de les coves gaudeixen de porxos exteriors, com la cova 30 o l'1. Ambdues presenten un porxo sustentat per columnes i, a la zona interior, hi ha una figura de Buda. A la cova 1, trobem un espai tancat per quatre columnes i un Buda tombat a l'interior, les columnes són octogonals, amb una mateixa mida des de la part inferior cap a la superior.
A la cova 43 trobem un altre tipus de columna, ben diferent a la de la cova 1. La base del pilar és más ample a la part superior, també de forma octogonal i és més prim a la part superior, quan s'uneix amb el capitell, que aquest cop està decorat.

## Escultura

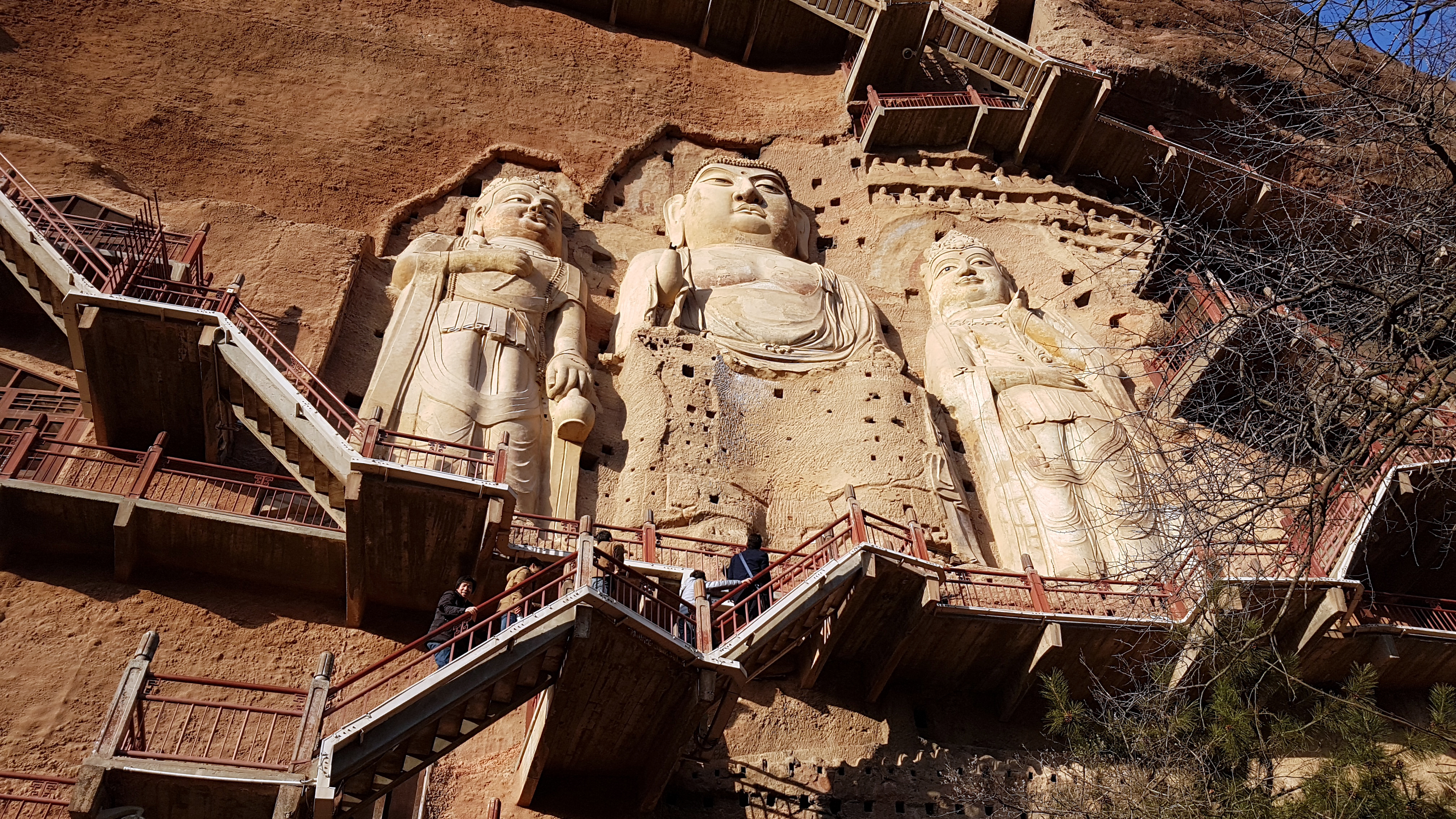
Escultures de Buddha, Bodhisattva i un deixeble.

Totes les escultures que trobem a Maijishan són de temàtica budista, realitzades en diferents formats escultòrics i tècniques; des de relleus fins a escultura exempta. La majoria de les obres estan realitzades amb estuc i argila i després van ser pintades amb colors vius, encara que trobem algunes de pedra vista. La roca natural de la zona és massa tova per ser útil per a la producció artística, motiu pel qual els artistes de la zona van escollir l'estuc i l'argila pel modelatge.
Pel que fa a les tècniques de modelatge, algunes de les escultures són sòlides, és a dir, que es van confeccionat completament d'argila, mentre que altres conserven a l'interior un esquelet de fusta, que després va ser cobert per una capa de closques de blat, cànem, joncs i fang abans de ser untat amb una última capa d'argila. Quant a les escultures de pedra, no estan fetes amb pedra local, sinó que van ser importades.
Les escultures de Maijishan són un gran mostra del coneixement i el desenvolupament de l'escultura xinesa, que ens mostra una transició d'estils entre l'art budista indi i el xinès. Els primers exemples d'escultura budista a la Xina mostren les característiques pròpies de l'art budista indi, però de forma gradual s'aniran adaptant les formes fins a mostrar un estil completament xinès. Per aquest motiu, les escultures que trobem al conjunt de Maijishan són una barreja de diferents dinasties. Les mostres dels estils més antics són molt poques.
La cova 78 conté una notable imatge colossal de Buda mostrant-nos la postura vajra-paryankasana i amb la mà dreta aixecada en el mudra abhaya, és a dir, amb un gest que significa absència de temor.

## Pintura mural
Les pintures murals més importants del conjunt es troben a quatre de les coves: les 4, 27, 127 i 140. Aquestes pintures ens mostren estructures arquitectòniques on podem veure les característiques de l'arquitectura de l'època. Alhora, ens aporten molta informació sobre el desenvolupament de l'arquitectura xinesa de l'època.

### Cova 4

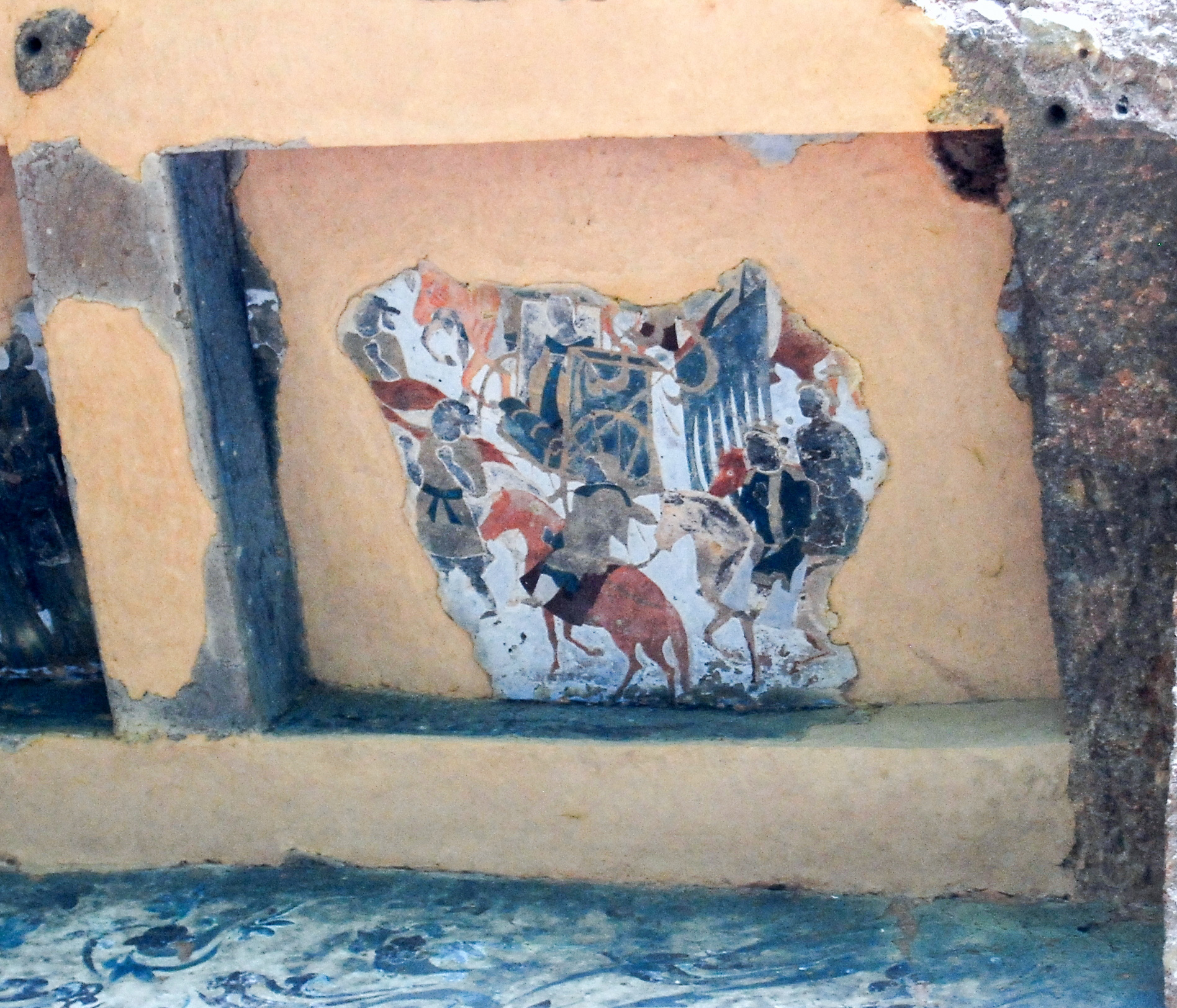
Mural Cova 4.

S'han conservat cinc panells del sostre del període Zhou. Aquestes pintures ens mostren un pati residencial amb una porta principal d'una oberta d'una badia amb un terrat a dues aigües que està situat centralment a la part davantera d'un pati.

### Cova 27
El mural de la cova 27 es troba a la cara frontal del sostre piramidal de la cova. L'extrem oriental de la pintura representa una recinte emmurallat amb una arquitectura d'estil palatí interior. La muralla sembla tancar una ciutat. Està pintat amb maons grisos de tonalitats tant fosques com clares.

### Cova 127
A la cova 127 hi ha una representació pictòrica d'un mural que mostra una estructura palauenca. És una de les representacions d'arquitectura més detallades del segle VI a la Xina i es creu que podria estar relacionada amb la representació de la vida del Príncep Siddharta.

### Cova 133[6]
La Gruta 133 de Maijishan forma part del conjunt de coves budistes excavades a la muntanya durant segles i es distingeix per la seva rica iconografia religiosa. Aquesta gruta, particularment notable per les seves representacions narratives de la vida de Buda, inclou escenes simbòliques clau que il·lustren els cicles de renaixement i transcendència espiritual. La seva estructura està centrada al voltant d’un nínxol amb figures bessones de Buda, simbolitzant un punt de transició entre la vida i la mort. Aquesta composició reflecteix la preocupació medieval xinesa per la transcendència i el viatge espiritual dels éssers estimats cap al paradís de Tusita.
Les escenes estan disposades amb una lògica simbòlica, mostrant esdeveniments clau com la (re)encarnació, representada pel genet de l’elefant (entrada al ventre) i el naixement de Sakyamuni. Les imatges també inclouen la meditació sota l’arbre Bodhi, associada amb l’assoliment del camí espiritual i la transcendència (dedao). Aquesta representació visual connecta el món terrenal amb el celestial a través d'una narrativa que emfatitza la superació dels cicles de vida i mort.

#### Estela de Maijishan

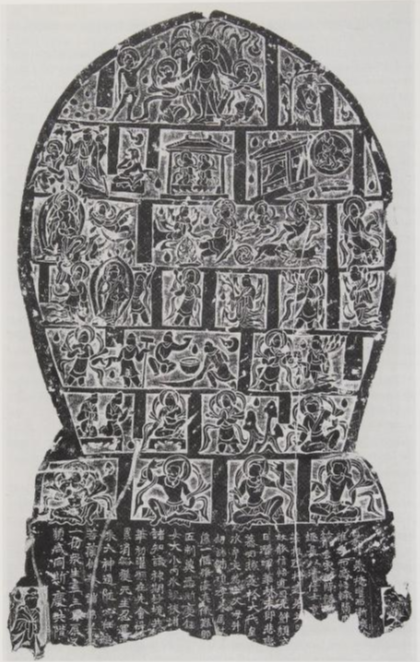
La història de la vida de Budha. Fragment d'estampació del relleu al dors de l'estela de Huanxing. 471 C.E. Xi'an Stela Forest Museum

L’estela associada a la Cova 133 comparteix motius amb altres esteles com la de Huangxing, destacant l’ús de composicions similars per transmetre significats simbòlics profunds. Encara que amb diferències iconogràfiques, l’estela inclou el genet de l’elefant a la dreta del nínxol central, una escena de la nativitat a l'esquerra, i Sumedha postrant-se davant de Buda Dipamkara. Aquestes imatges, aparentment narratives, serveixen com a marc per explorar conceptes com la transició entre la vida i la mort i l’ascens cap al cel de Tusita.
El nínxol central, amb els dos Budes, funciona com a punt de connexió simbòlic entre els cicles vitals. Aquesta estructura és equiparada a la Many Treasures Stupa del Sutra del Lotus, malgrat no tenir una relació directa en termes iconogràfics o narratius. L’estela no només commemora els pares difunts del donant, sinó que també presenta un itinerari imaginari per al seu viatge espiritual cap al més enllà. Així, la seva funció simbòlica transcendeix el marc religiós immediat per abordar preocupacions universals sobre la immortalitat i la transcendència.

### Cova 140
La cova 140 és cúbica amb l'entrada quadrada i el sostre de llinda. A les parets parets posteriors i laterals trobem una representació de Buda assegut flanquejat per dos bodhisattves dempeus amb nimbes al darrere dels seus caps. Són escultures que daten del període Wei del nord. Els murals de la cova 140 es troben entre els primers exemples de jiehua, o "pintura amb línies reglades", una tècnica que utilitzava dispositius de mesura i vores rectes per retratar l'arquitectura i altres tipus d'estructures, com els vaixells.
La meitat inferior del costat sud del mur oest ens mostra una representació arquitectònica de dues sales alineades a un pati. Les teules de la part superior de les teulades a dues aigües i les parets de l'edifici són de color verd clar, amb fileres de rajoles i ornaments de carenes dibuixades sobre elles amb línies grises.

## Processos de conservació
Les grutes de Maijishan, conegudes per la seva importància cultural i artística, es troben en una zona altament vulnerable als terratrèmols, fet que durant la dècada de 1970 va requerir una intervenció urgent per evitar el col·lapse de les estructures rocoses que les contenen. En un projecte que es va estendre durant cinc anys, es van explorar diverses tècniques de restauració i estabilització, incloent-hi el suport amb pilars, la consolidació mitjançant injeccions de grouting, i altres mesures destinades a controlar els moviments de les roques. Finalment, es va optar per una solució híbrida que combinava la consolidació amb injeccions i el segellat de fissures. 
Aquest mètode va ser destacable perquè, en comparació amb altres intervencions similars, com la construcció d’una façana de formigó a les grutes de Mogao, va resultar menys intrusiu des del punt de vista visual. No obstant això, encara es van identificar alguns inconvenients significatius. Per exemple, la capa de ciment aplicada a les superfícies va cobrir elements arquitectònics originals, com els forats dels pilars antics, fet que va comprometre la integritat històrica de les grutes. A més, l’ús de formigó en algunes zones va provocar un augment de la humitat dins de les cavitats, un factor que podria contribuir al deteriorament a llarg termini de les pintures murals i altres elements patrimonials.
Aquest projecte és representatiu dels desafiaments que enfronten els esforços de conservació en llocs d’alt valor cultural: l'equilibri entre garantir la seguretat estructural i respectar l'autenticitat històrica i estètica de les obres. Les grutes de Maijishan són un exemple de la necessitat d’enfocaments científics i interdisciplinaris per a la restauració, que considerin no només els aspectes tècnics, sinó també els materials, les condicions ambientals i l’impacte a llarg termini de les intervencions.